# Gaoyao
Gaoyao is een stad in de provincie Guangdong van China.  Gaoyao is ook een arrondissement. De stad heeft meer dan 700.000 inwoners. Gaoyao staat bekend als een belangrijke jiaxiang van overzeese Chinezen. Deze gemigreerde Gaoyaonezen wonen vooral in Sydney, Australië.

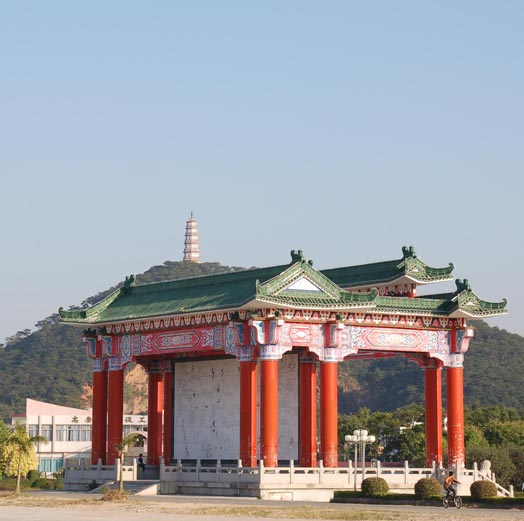
Tempel in Gaoyao.